# Acuerdo de Samoa
El Acuerdo de Samoa o Acuerdo de Asociación OEACP-UE es un tratado de intercambio comercial y de asistencia firmado el 15 de noviembre de 2023 entre la Unión Europea (UE) y los 77 miembros de la asociación Estados de África, del Caribe y del Pacífico (OEACP) en Samoa.

## Miembros
- Angola
- Antigua y Barbuda
- Bahamas
- Barbados
- Belice
- Benín
- Botsuana
- Burkina Faso
- Burundi
- Cabo Verde
- Camerún
- Chad
- Comoras
- Costa de Marfil
- Cuba
- Dominica
- Eritrea
- Estados Federados de Micronesia
- Etiopía
- Fiyi
- Gabón
- Gambia
- Ghana
- Granada
- Guinea
- Guinea-Bisáu
- Guinea Ecuatorial
- Guyana
- Haití
- Islas Cook
- Islas Marshall
- Islas Salomón
- Jamaica
- Kenia
- Kiribati
- Lesoto
- Liberia
- Malaui
- Mali
- Mauritania
- Madagascar
- Mauricio
- Mozambique
- Namibia
- Nauru
- Níger
- Nigeria
- Niue
- Palaos
- Papúa Nueva Guinea
- República Centroafricana
- República del Congo
- República Democrática del Congo
- República Dominicana
- Ruanda
- Samoa
- San Cristóbal y Nieves
- San Vicente y las Granadinas
- Santa Lucía
- Santo Tomé y Príncipe
- Senegal
- Seychelles
- Sierra Leona
- Somalia
- Suazilandia
- Sudáfrica
- Sudán
- Surinam
- Tanzania
- Togo
- Tonga
- Trinidad y Tobago
- Tuvalu
- Uganda
- Vanuatu
- Yibuti
- Zambia
- Zimbabue